# 失蜡法

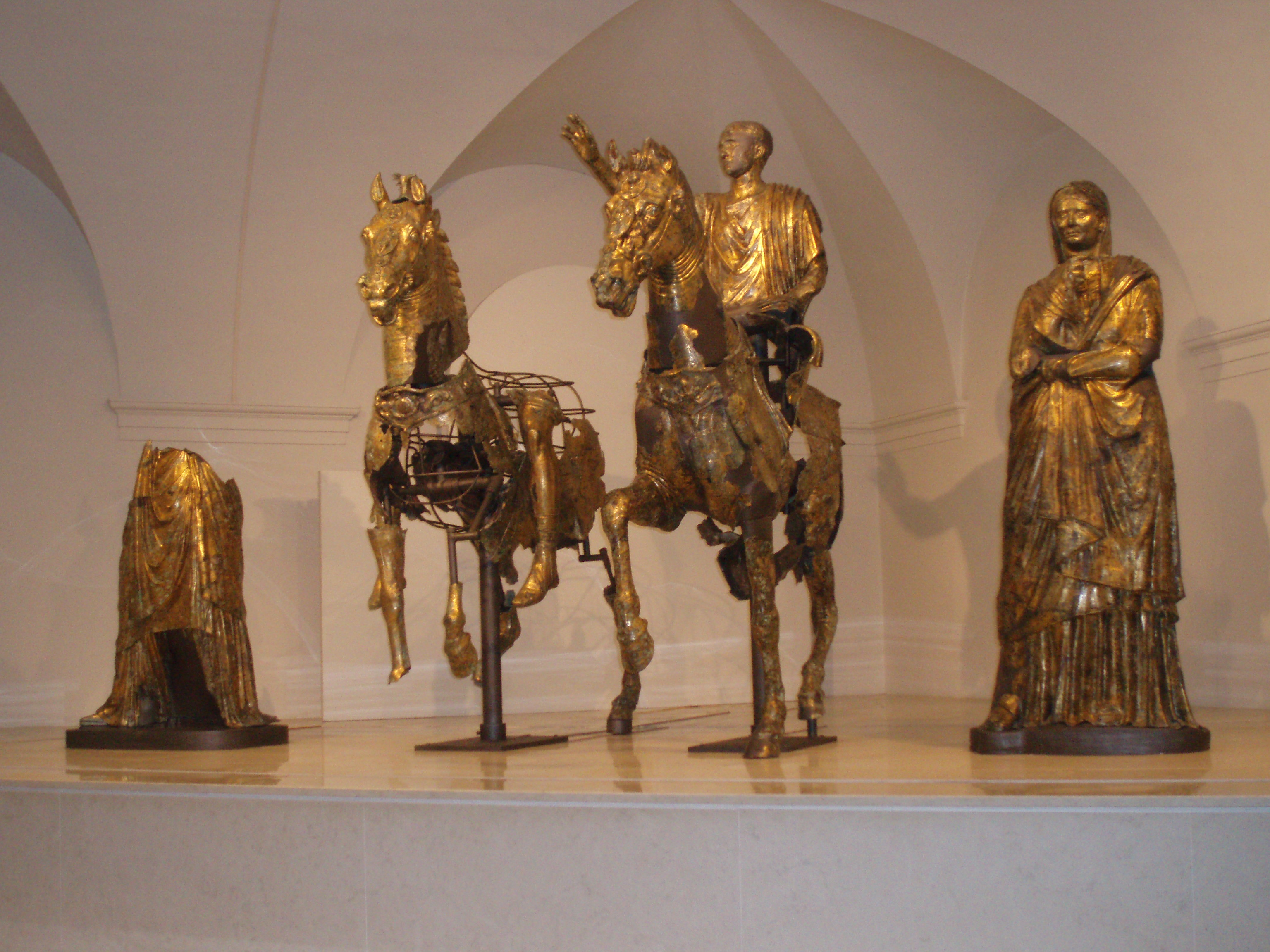
卡爾托切托-佩爾戈拉的鍍金銅像，古羅馬，製成於大約公元20-30年間

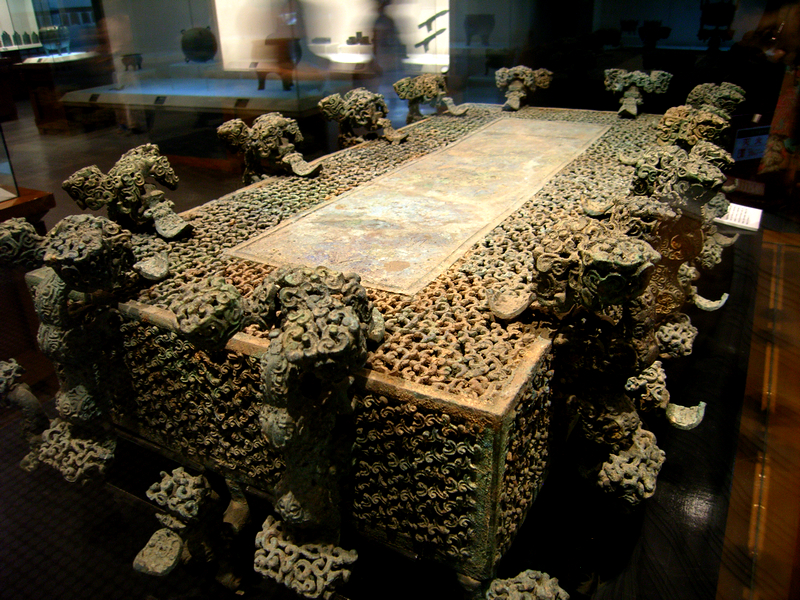
云纹铜禁，楚国，製成於大約公元前552年，現藏於河南省博物院

脫蠟鑄造，又稱脫蠟法（英語：Lost-wax casting），是鑄造的一種方法，一般用於鑄造立體結構相當複雜和常見的模具（模具组合法）所不能勝任的製品。古代已使用這種方法鑄造青铜器和玻璃器，現代的精密鑄造中稱為熔模精密鑄造。

## 製造方法
脫蠟鑄造首先用蜂蠟、松香和牛油混合的蜡料雕出要鑄造的產品（蠟型），然後往蜡型上浇粘土澄洗出的泥浆，撒石英砂、碎植物纤维、锯末（木屑渣子）等。待乾燥後再浇粘土和黄泥混和澄洗出的泥浆，再撒砂子。反复多次在蜡型外制好型壳後，将型壳拿到火上加热。蜡遇热融化成液态，从型壳中流失。此后将型壳烧结（不能陶化，故而烧结温度一般不超过800℃），再向型壳内倒入融化的金属液体进行铸造。冷却后敲掉型壳，就得到了和蜡型形状一模一样的铸造产品。
失蜡法是一种青铜等金属器物和部分玻璃器的精密铸造方法，现代工业仍在使用。已知中国最早以脫蠟法铸造的器物属春秋晚期，是河南淅川下寺楚墓中的铜禁等，而其工艺的精湛标明并非初始的制作。而纤丽奇绝的制作，楚地贡献最大，曾侯乙墓的尊盘也最受称道，其上密布的蟠虺纹玲珑剔透，穷极繁缛富丽，即是失蜡法制成。河北保定西汉中山靖王墓考古挖掘出的浅绿色玻璃羽觞杯也是采用失蜡工艺所制作，属于中国最早的生活用玻璃器具。然而，失蜡法的应用并不够普及，今见的作品始终不多，这与蜂蜡数量有限、制作过于复杂有关，或许也是因为效果虽然奇绝却难引出普遍的审美愉悦联系。
一般翻砂是用木模或原型，得将砂型做成两半，再合在一起，模具必须可以从半个砂型中取出。而脫蠟法不必取出模具，因此可以鑄造形状複雜的產品。現代精密鑄造使用非常细的铸造砂，也是先做蜡模，然后将砂喷到模具上，高温烧制砂模，可以做出非常精细，形状非常复杂的模具。直接铸造出非常精密的零件，不必再进行机械加工。

## 制作历史
失蜡法在古埃及、两河流域出现的时间比中国早三千年，北欧的失蜡法比中国早几百年，中国的失蜡法最多只能追溯到春秋战国时期，最早采用失蜡法铸造的青铜器是楚共王熊审盂。
但是，用失蜡法制造的中国古代青铜器数量很少。淅川下寺透空云纹铜禁（春秋晚期）、曾侯乙尊盘（战国早期）和云南晋宁石寨山祭祀贮贝器（西汉）都是用失蜡法铸造的实例。

## 著名成品
- 卡爾托切托-佩爾戈拉的鍍金銅像
- 云纹铜禁

## 失蜡法鑄造示範

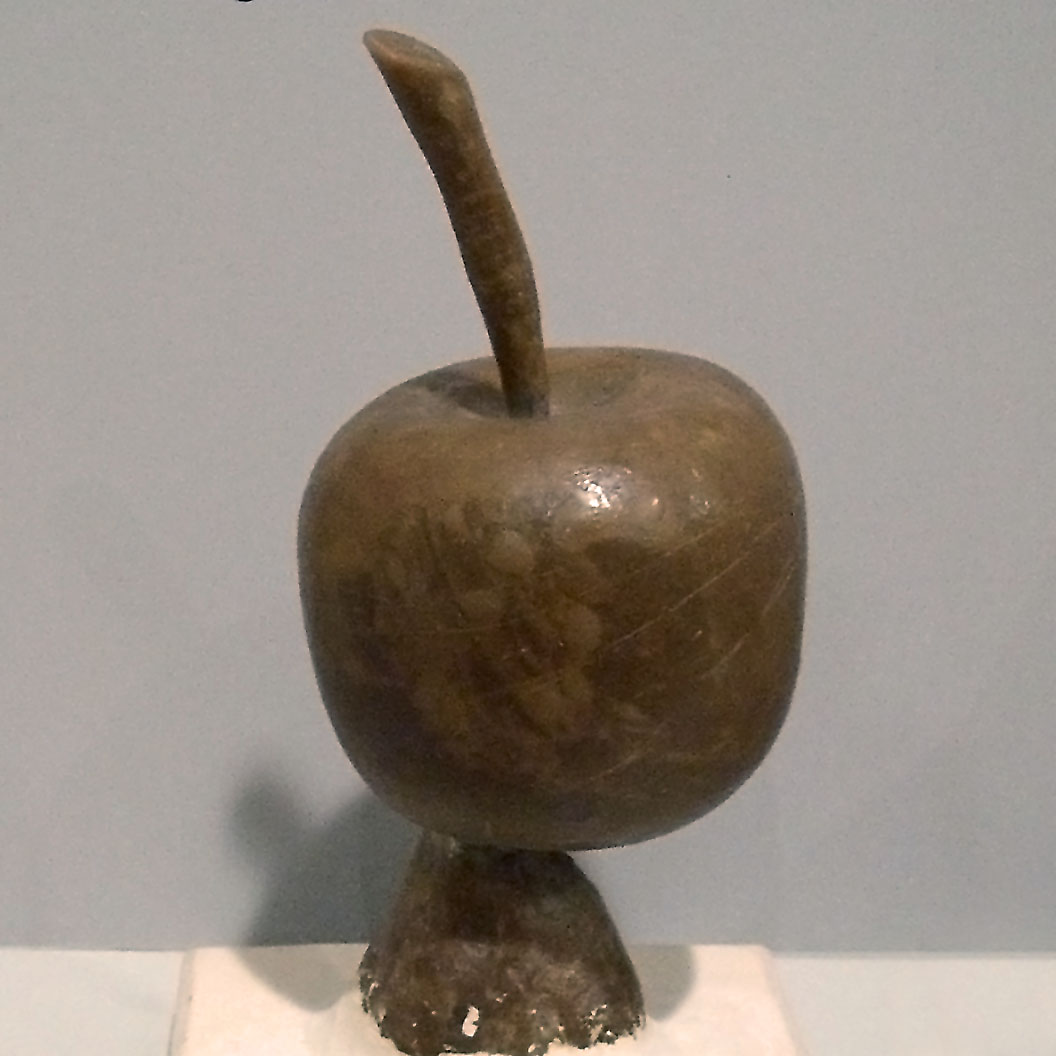
製備實心蠟質形模：一隻蘋果形的蠟模
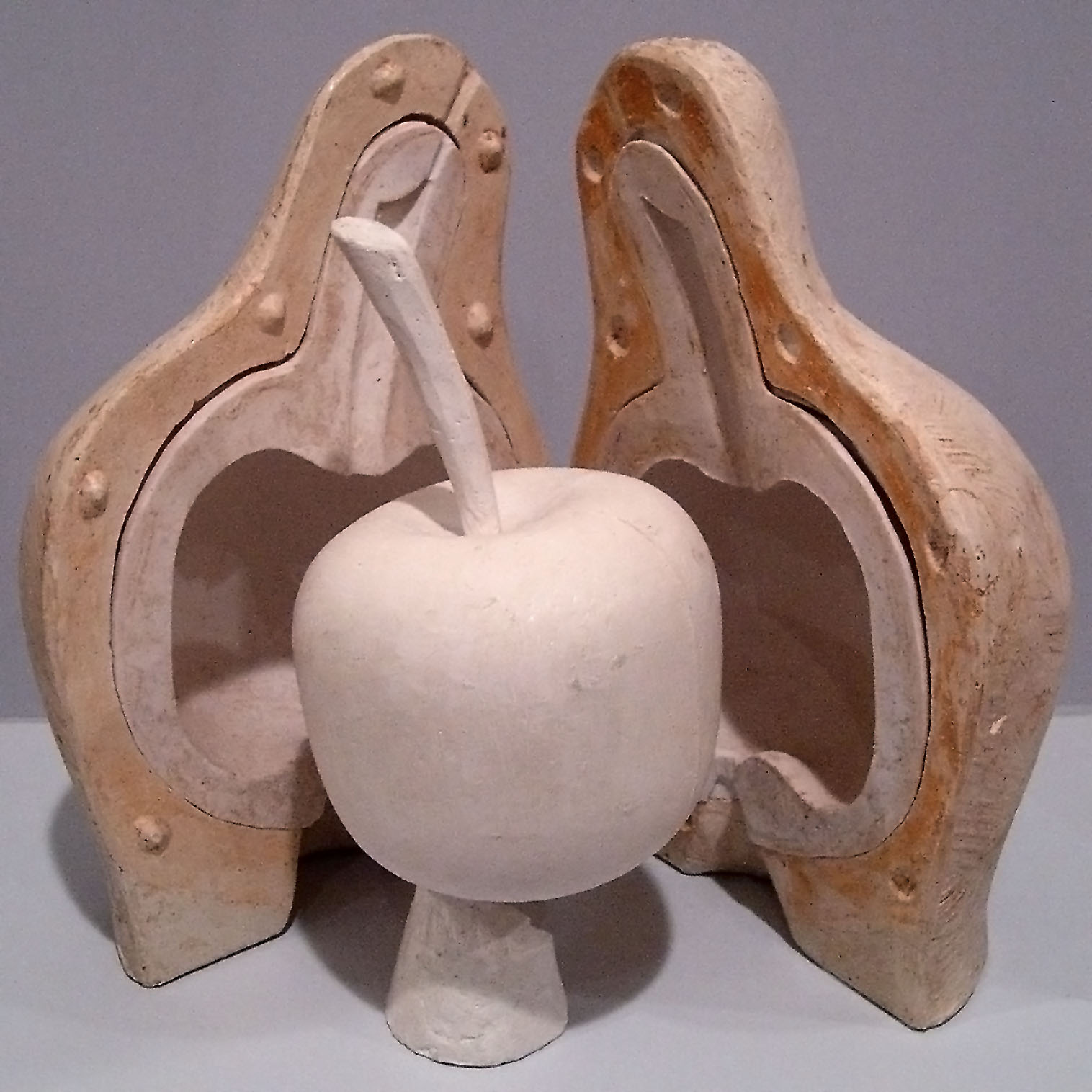
利用形模製作橡膠模具（模具外層較深色部分是石膏製保護殼）
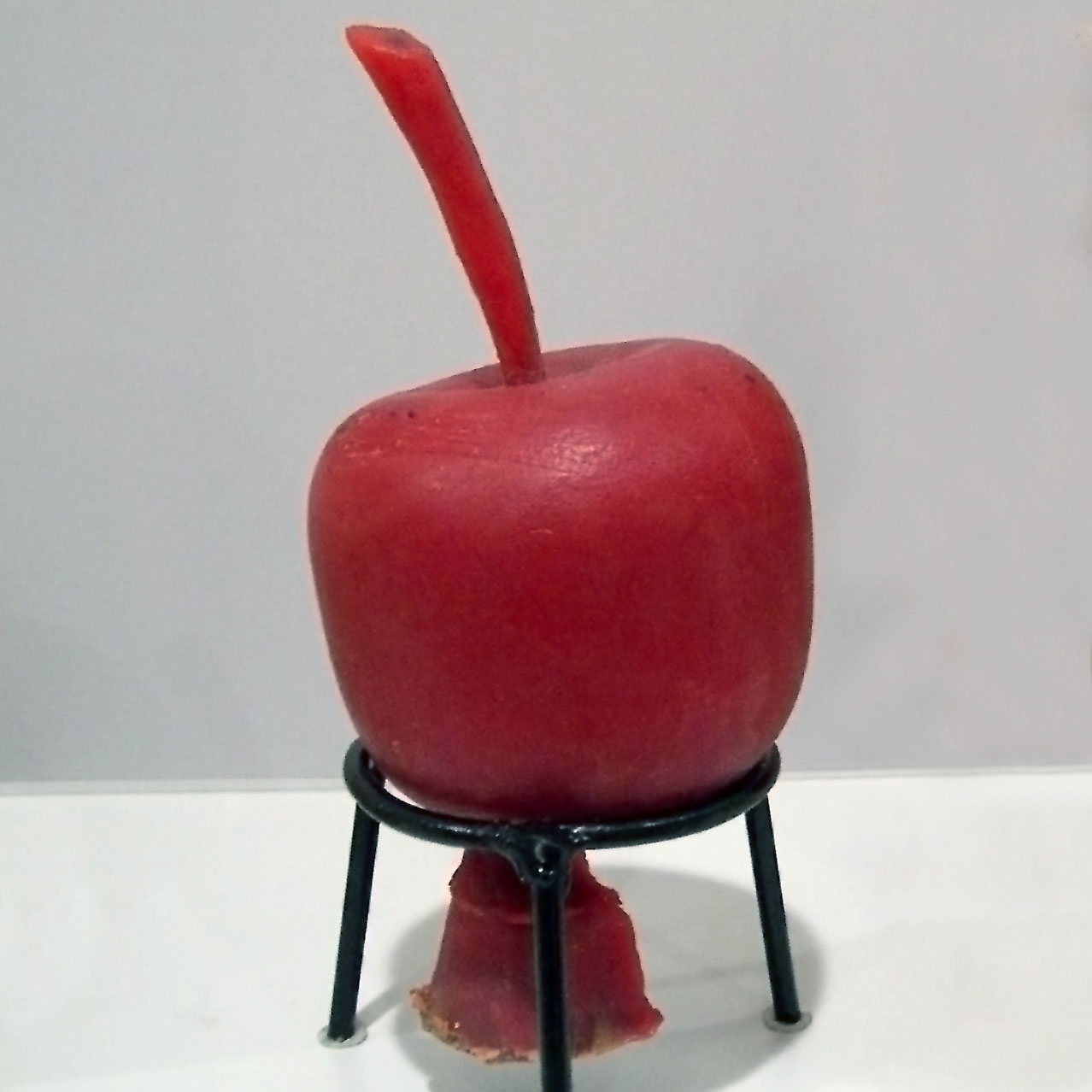
利用橡膠模具製作空心的蠟質外殼
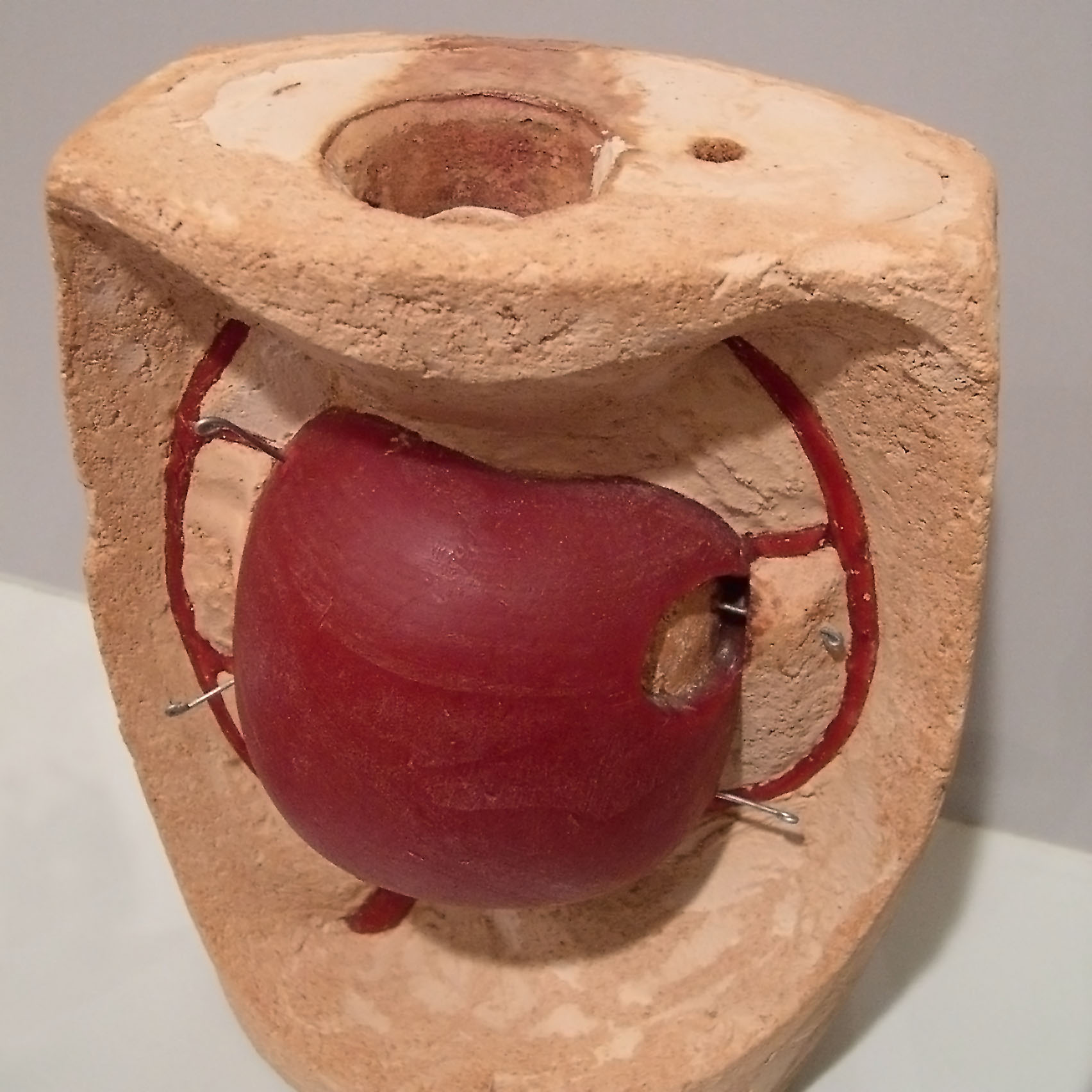
把空心的蠟質外殼置入一個耐熱鑄模上，上圖展示的是鑄模的部分截面，其中外圍的被蠟質填充的紅色溝道是預留給蠟液流走的澆道口。值得注意的是空心蠟殼內的空間也同樣被耐熱材料填充，圖中可見的4條不銹鋼條就是用於支撐內核的填充物，在下一步，鑄模會被倒置加熱，而蠟質外殼將會融化而經澆道口流出。
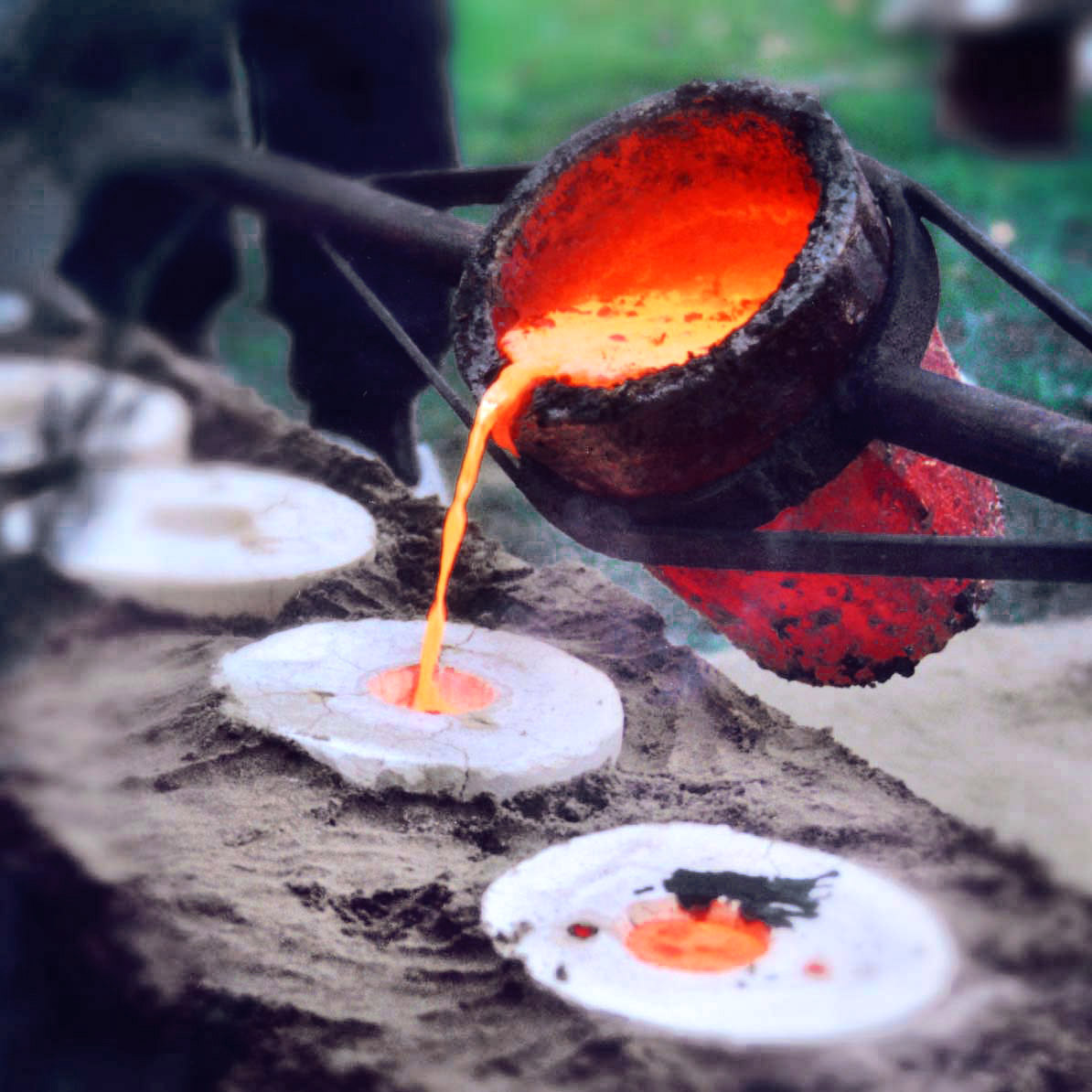
1200度高溫的青銅熔液正被注入鑄模中
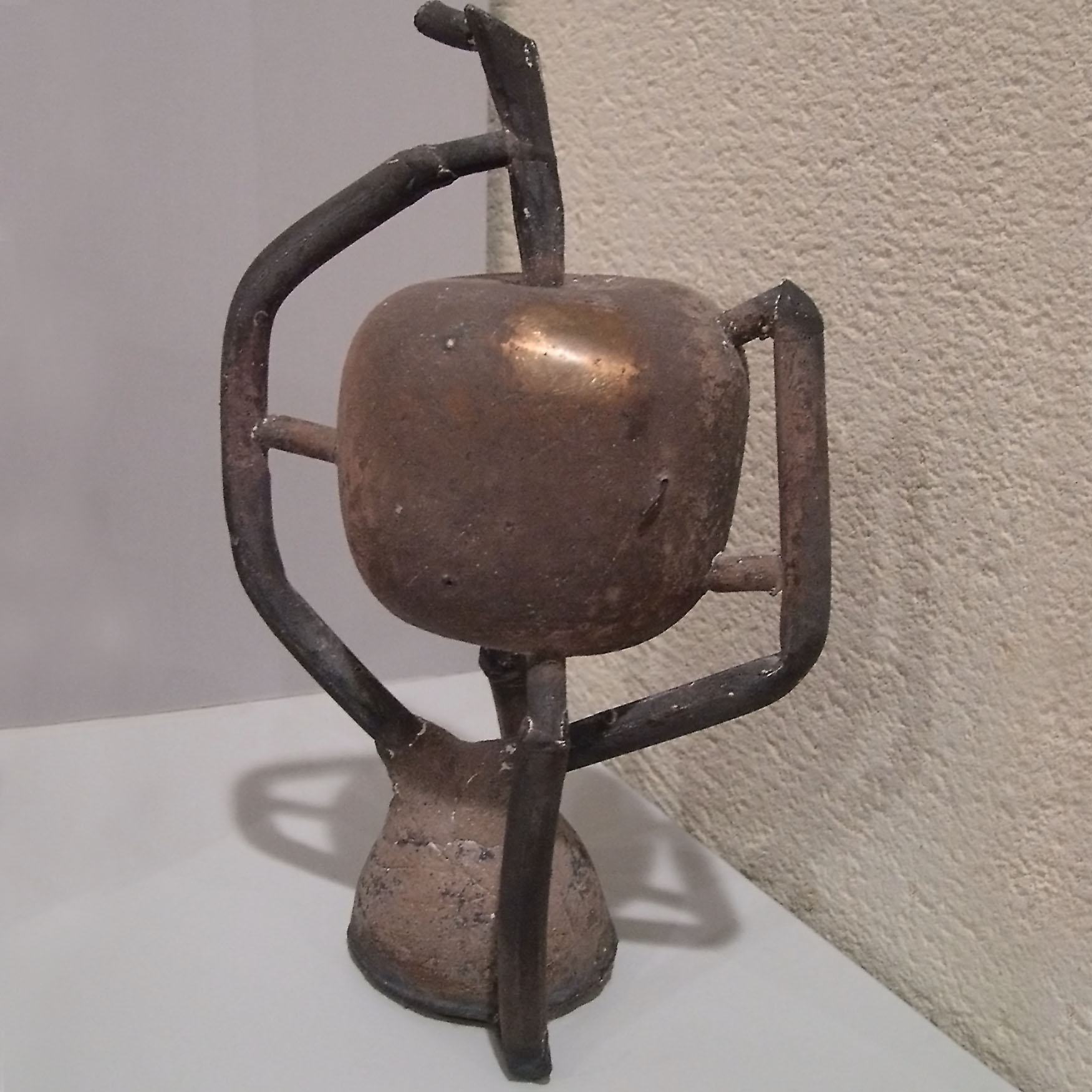
一隻鑄成的青銅蘋果，注意遺留在澆道口冷凝而成的青銅條仍未去除。